# I-10 (1941)
I-10 – japoński okręt podwodny typu A1 Cesarskiej Marynarki Wojennej z czasów II wojny światowej.

I-10 był okrętem dowodzenia, który brał udział w atakach na flotę aliantów od Madagaskaru aż po zachodnie wybrzeże USA. Był jedną z najskuteczniejszych japońskich jednostek, podczas swej służby zatopił łącznie 15 statków nieprzyjaciela.

## Budowa i wyposażenie
Budowę I-10 rozpoczęto w stoczni Kawasaki w Kobe 20 września 1939, był drugim (po I-9) okrętem podwodnym typu A1, powstałego na bazie planów typu J3. Jako jednostki dowodzenia miały dodatkowe pomieszczenia dla dowódcy eskadry oraz specjalny sprzęt komunikacyjny. Zwiększono również ich zasięg oraz zmodyfikowano położenie katapulty, dzięki czemu znacznie przyspieszono obsługę wodnosamolotu. Budowę I-10 zakończono 31 października 1941 roku.

## Służba

### Operacja „Z”
Pierwszym zadaniem I-10 (pod dowództwem kmdr por. Yasuchika Kayabara) w ramach Jednostki Rekonesansu Szóstej Floty był patrol rozpoznawczy w rejonach południowego Pacyfiku. Okręt wypłynął z portu Yokosuka 16 listopada. Czternaście dni później, (30 listopada), podczas zwiadu lotniczego zgubił się zaokrętowany wodnosamolot. Zmuszony do wykonywania zwiadu z pokładu okrętu dowódca rozpoznał amerykański krążownik typu New Orleans (4 grudnia, okolice Pago Pago).
W dwa dni po ataku na Pearl Harbor I-6 wysłał meldunek o rozpoznaniu lotniskowca typu Lexington i dwóch krążowników w pobliżu Oʻahu zmierzających w stronę wybrzeża USA. Z tego powodu wszystkie 9 okrętów biorących udział w operacji dostało rozkaz wszczęcia pościgu. Jeszcze tego samego dnia wieczorem I-10 przechwycił nieuzbrojony motorowiec "Donerail", płynący pod banderą panamską. Kayabara otworzył ogień artyleryjski, trafiając w mostek i radiostację. Kapitan atakowanego statku wydał rozkaz ewakuacji, jednak załoga I-10 ostrzelała karabinem maszynowym jedną z 2 szalup ratunkowych zabijając obsadę. "Donareil" zatonął w dwie godziny po rozpoczęciu ataku. Z 40 osób przebywających na pokładzie 16 osób zginęło podczas ostrzeliwania, zaś kolejnych 16 (w tym kapitan) podczas podróży ocalałą szalupą.
Gdy pościg za lotniskowcem uznano za niepowodzenie okrętom podwodnym przydzielono nowe zadanie - patrol Zachodniego Wybrzeża USA. I-10 dostał akwen w pobliżu San Diego, nie napotkał już jednak żadnych jednostek nieprzyjaciela. Do bazy Yokosuka powrócił 21 stycznia.

### Działania na Oceanie Indyjskim 1942
W odpowiedzi na prośbę Kriegsmarine o atakowanie konwojów na Oceanie Indyjskim wystosowaną 27 marca, dowództwo uformowało 8. eskadrę okrętów podwodnych kontradmirała Noboru Ishizaki, w której I-10 został okrętem flagowym. Z eskadry tej został wydzielony zespół który miał dokonać wypadu na wody Madagaskaru. Poza I-10 należały do niego I-16, I-18, I-20 z 1. dywizjonu wyposażone w miniaturowe okręty podwodne typu Ko-hyoteki oraz I-30 z 14. wyposażony w wodnosamolot. Zespół (oprócz I-30) przebazowano do bazy Penang 25-26 kwietnia, zaś po 4 dniach okręty zaczęły kierować się w stronę Afryki.  Po zwiadzie lotniczemu przeprowadzonemu z I-10 29 maja o 22.30 nad redą Diego Suarez zespół Ishizakiego zaatakował znajdujące się tam okręty, w tym brytyjski pancernik HMS Ramillies.
I-10 zakończył patrol 9 sierpnia powracając do bazy w Penang z ośmioma zatopieniami.

### W rejonie Wysp Salomona
Trzeci patrol I-10 przeprowadził pod nowym dowódcą - komandorem Yamadą Takashim (później mianowanym kapitanem). Do bazy w Truk okręt dotarł 27 października. Patrol wokół wysp Salomona trwał od 24 listopada do 18 grudnia i nie przyniósł żadnych nowych zatopień. Po niespełna miesięcznym odpoczynku, 15 stycznia 1943 I-10 wyruszył w swój czwarty patrol, którego celem były szlaki komunikacyjne między wyspami Salomona a Nową Zelandią. Tym razem Yamadzie udało się zatopić 1 amerykański statek o wyporności 7176 ton (30 stycznia) oraz uszkodzić kolejny (1 marca). Patrol skończył w porcie Sasebo 21 marca.

### Działania na Oceanie Indyjskim 1943
Ponownie jako okręt flagowy 8. eskadry I-10 dostał misję patrolowania Oceanu Indyjskiego. Pod dowództwem komandora Tonozuka Kinzo okręt opuścił bazę Penang 26 lipca. W Zatoce Adeńskiej udało mu się zatopić norweski tankowiec Alcides (22 lipca), po czym 13 dni później powrócił do bazy bez dalszej walki.
Wyruszając w szósty patrol 2 września na swój pokład I-10 zabrał nowego dowódcę 8. eskadry - kontradmirała Ichioka Hisashige oraz ekipę filmową mającą za zadanie kręcić materiały do filmu propagandowego. W czasie dwumiesięcznego rejsu okręt zatopił 4 statki - w tym 2 norweskie. Po powrocie do Penang (31 października) nagrane materiały zostały zmontowane w film "Gochin!", w którym zamieszczono m.in. zatopienie jednego ze statków oraz pomoc udzieloną norweskim rozbitkom.

### Działania na Oceanie Spokojnym 1944 i zatonięcie
Pod komandorem Nakajimą Seijim I-10 dostał w przydziale zachodnie wybrzeże USA. W wyniku amerykańskiego ataku na Truk (17-18 lutego 1944) okręt doznał niewielkich uszkodzeń, które nie przeszkodziły mu jednak wyruszyć w swój szósty patrol 25 lutego. Po upływie tygodnia (4 marca) na wschód od Mili I-10 został zaatakowany bombą głębinową i w wyniku uszkodzeń musiał udać się na naprawę do portu Yokosuka.
W swój ostatni rejs I-10 wyruszył 9 maja w kierunku wysp Marshalla. Jego celem było rozpoznanie swym wodnosamolotem amerykańskiej bazy Majuro, czego dokonał 12 czerwca. Samolot nie znalazł w kotwicowisku żadnych statków, i rozbił się przy próbie lądowania. 22 czerwca Nakijama dostał rozkaz przedarcia się do wyspy Saipan i ewakuacji z niej wiceadmirała Takagiego wraz ze sztabem Szóstej Floty. Pięć dni później I-10 wysłał swój ostatni raport. Najbardziej prawdopodobną wersją zatonięcia okrętu jest zatopienie go 4 lipca. Według niej o godzinie 17 Nakijama spróbował zaatakować zespół tankowców osłanianych przez lotniskowiec eskortowy USS Breton i niszczyciel USS Riddle. Został jednak wykryty przez ten ostatni i zaatakowany (nieskutecznie) bombami głębinowymi. O 18.22 do walki dołączył amerykański niszczyciel USS David W. Taylor, który zatopił okręt nieprzyjaciela. Inne źródła podają jako przyczynę zatonięcia I-10 atak wrogiego samolotu.

## Przeprowadzone ataki
| Jednostki zatopione przez I-10  |          |                           |                 |
| Nazwa jednostki                 | Tonaż    | Data zatopienia           | Współrzędne     |
| Donerail ()/ Nordhval())        | 4473 ton | 10 grudnia 1941(dts)      | 08-00N, 152-00W |
| Atlantic Gulf ()                | 2639 ton | 6 czerwca 1942(dts)       | 21-03S, 37-36E  |
| Melvin H. Baker ()              | 4999 ton | 6 czerwca 1942(dts)       | 21-44S, 36-38E  |
| King Lud ()                     | 5224 ton | 8 czerwca 1942(dts)       | 20-00S, 40-00E  |
| Queen Victoria ()               | 4937 ton | 28 czerwca 1942(dts)      | 21-15S, 40-30E  |
| Express ()                      | 6736 ton | 30 czerwca 1942(dts)      | 23-30S, 37-30E  |
| Nymphe ()                       | 4504 ton | 6 lipca 1942(dts)         | 15-48S, 40-42E  |
| Hartismere ()                   | 5498 ton | 8 lipca 1942(dts)         | 18-00S, 41-22E  |
| Alchiba ()                      | 4427 ton | 9 lipca 1942(dts)         | 18-30S, 41-40E  |
| Samuel Gompers ()               | 7176 ton | 30 stycznia 1943(dts)     | 24-28S, 166-20E |
| Alcides ()                      | 7634 ton | 22 lipca 1943(dts)        | 03S, 68E        |
| Bramora ()                      | 6361 ton | 14 września 1943(dts)     | 06-00N, 67-00E  |
| Elias Howe ()                   | 7634 ton | 24 września 1943(dts)     | 11-40N, 44-35E  |
| Storviken ()                    | 4836 ton | 1 października 1943(dts)  | 11-43N, 48-07E  |
| Congella ()                     | 4533 ton | 24 października 1943(dts) | ?               |
| Jednostki uszkodzone przez I-10 |          |                           |                 |
| Gulfwave ()                     | 7141 ton | 1 marca 1943(dts)         | 20-30S, 174-45E |
| Anna Knudsen ()                 | 9057 ton | 2 października 1943(dts)  | 14-20N, 50-47E  |